# Pato Machete
Pato Machete, pseudonimo di Patricio Chapa Elizalde (Monterrey, 6 ottobre 1975), è un rapper messicano.
È un rapper messicano, meglio conosciuto per aver fatto parte del gruppo Control Machete.